# سامي غرين
سامي غرين (بالإنجليزية: Sammy Green)‏ هو لاعب كرة قدم أمريكية أمريكي، ولد في 12 أكتوبر 1954 في برادنتون في الولايات المتحدة.

## وصلات خارجية
- سامي غرين على موقع مرجع كرة القدم المحترفة.كوم (الإنجليزية)